# Culdcept Saga
Culdcept Saga (カルドセプト サーガ?, Karudoseputo Saaga) è un videogioco strategico a turni pubblicato nel 2006 da Namco Bandai per Xbox 360. È il secondo titolo della serie Culdcept.

## Modalità di gioco
Culdcept Saga è descritto come una specie di Monopoly con elementi tratti dai giochi di carte collezionabili.